# اکویا شوفر
اکویا شوفر (انگلیسی: Akiva Schaffer؛ زادهٔ ۱ دسامبر ۱۹۷۷) کارگردان فیلم، فیلم‌نامه‌نویس، تهیه‌کننده فیلم، تدوین‌گر، ترانه‌سرا، نویسنده، بازیگر تلویزیون، و بازیگر سینما اهل ایالات متحده آمریکا است.

## فیلم‌شناسی
- هات راد (۲۰۰۷) - کارگردان
- فیلم افراطی (۲۰۰۸) - نویسنده
- مک‌گروبر (۲۰۱۰) - مدیرتولید
- دیدبان (۲۰۱۲) - کارگردان
- ستاره‌های پاپ (۲۰۱۶) - نویسنده، کارگردان و تهیه‌کننده
- خرس بریگزبی (۲۰۱۷) - تهیه‌کننده
- پالم اسپرینگز (۲۰۲۰) - تهیه‌کننده
- چیپ و دیل: تکاوران نجات (۲۰۲۲) - کارگردان
- سلاح عریان (۲۰۲۵) - کارگردان و نویسنده

## زندگی
اکویا در برکلی، کالیفرنیا در خانواده ای یهودی متولد شد. و در رشته فیلم در دانشگاه کالیفرنیا، سانتا کروز درس خواند.
او با نویسنده کمدی و بازیگر لیز کاکووفسکی که دو فرزند دارد ازدواج کرده‌است.